# シャー・アラム駅
シャー・アラム駅（シャー・アラムえき、マレー語:Stesen Shah Alam）はマレーシアのセランゴール州シャー・アラムにある、マレー鉄道の駅。
当駅に乗り入れている路線は、線路名称上はポート・クラン支線であるが、運転系統上はKTMコミューターのポート・クラン線として案内される。

## 歴史
- 1980年代（詳細時期不明） - スンガイ・レンガム駅（マレー語:Sungai Rengam）の名で貨物駅として開業[1]
- 1995年8月28日 - KTMコミューター スントゥル - シャー・アラム間運行開始。

## 駅構造
単式ホーム1面1線、島式ホーム1面2線をもつ地上駅である。駅舎は南側にあり、下りホームに面している。上りホームへは構内の跨線橋で結ばれている。
| 1 | 2 ポート・クラン線（下り） | ポート・クラン方面                                   |
| 2 | 2 ポート・クラン線（上り） | スバン・ジャヤ、KLセントラル、タンジュン・マリム方面 |
| 3 |                            |                                                      |

## 隣の駅
マレー鉄道
2 ポート・クラン線
バトゥ・ティガ駅 (KD10) - シャー・アラム駅 (KD11) - パダン・ジャワ駅 (KD12)